# Salix nipponica
Salix nipponica — вид квіткових рослин із родини вербових (Salicaceae).

## Морфологічна характеристика
Це дерево чи кущ до 10 метрів заввишки; кора тьмяно-коричнева чи майже чорна. Гілочки коричневі чи сірувато-зелено-бурі, рідко чи густо запушені чи голі; 2-річні гілочки сизуваті. Листкова ніжка 5–6(10) мм, дистально часто залозиста; листкова пластинка широко видовжено-ланцетної форми чи від ланцетної до зворотно ланцетної, 7–10 × 1.5–3 см, абаксіально (низ) сиза або ні, запушена в молодості, гола в зрілому віці, адаксіально тьмяно-зелена, блискуча, край залозисто-пилчастий, верхівка зазвичай шпиляста. Чоловіча сережка 3(5) см. Чоловіча квітка: тичинок (2 або)3(5), біля основи запушені. Жіноча сережка ≈ 3.5(6) см. Жіноча квітка: зав'язь яйцювато-конічна, 4–5 мм, гола. 2n = 38.

## Середовище проживання
Сибір, Китай, Японія, Корея, Монголія, Тибет. Росте уздовж річок або струмків у лісових районах; від приблизно рівня моря до 500 метрів.

## Використання
Рослину збирають із дикої природи для місцевого використання як їжа, ліки та джерело матеріалів.

## Галерея

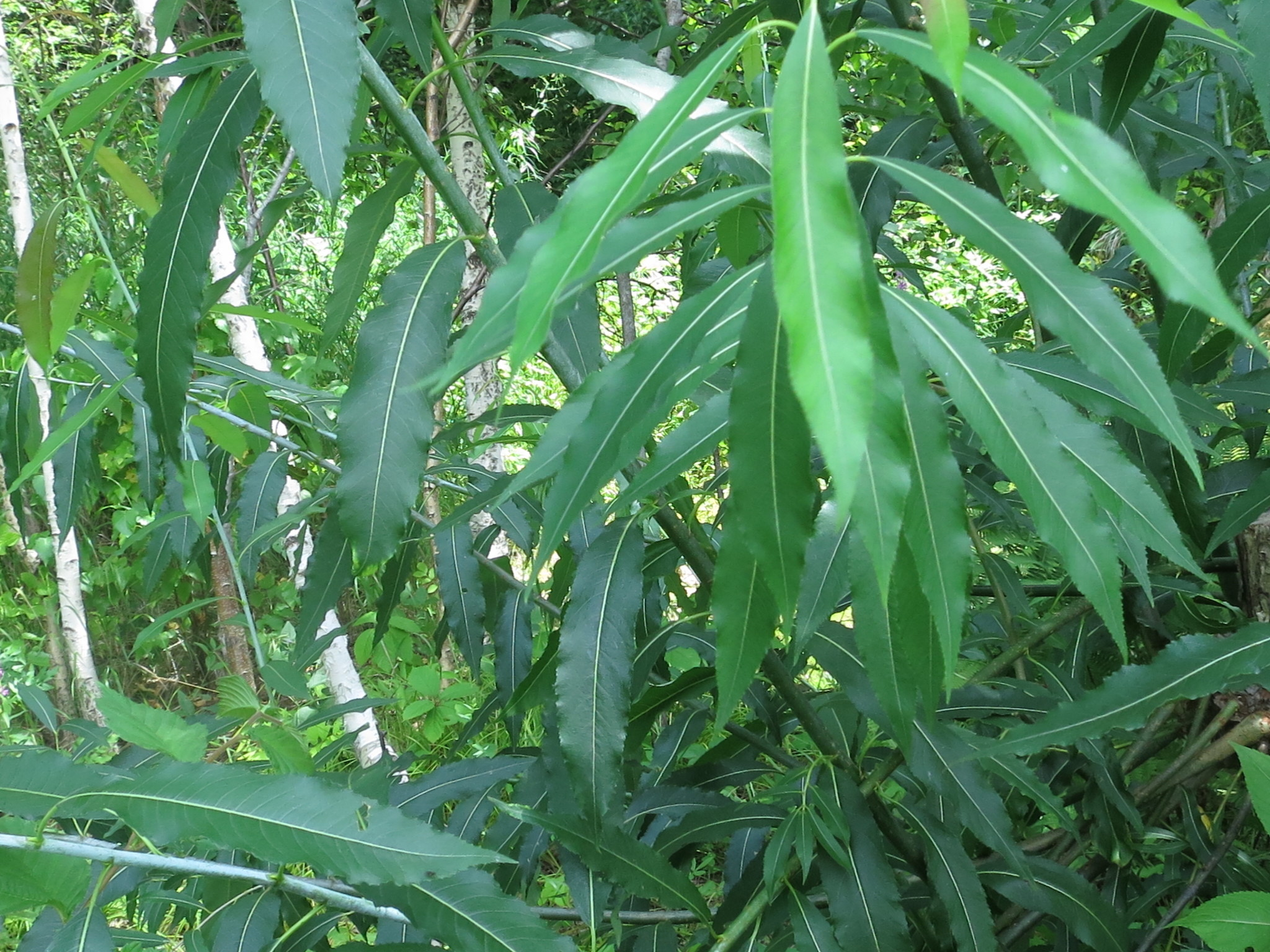
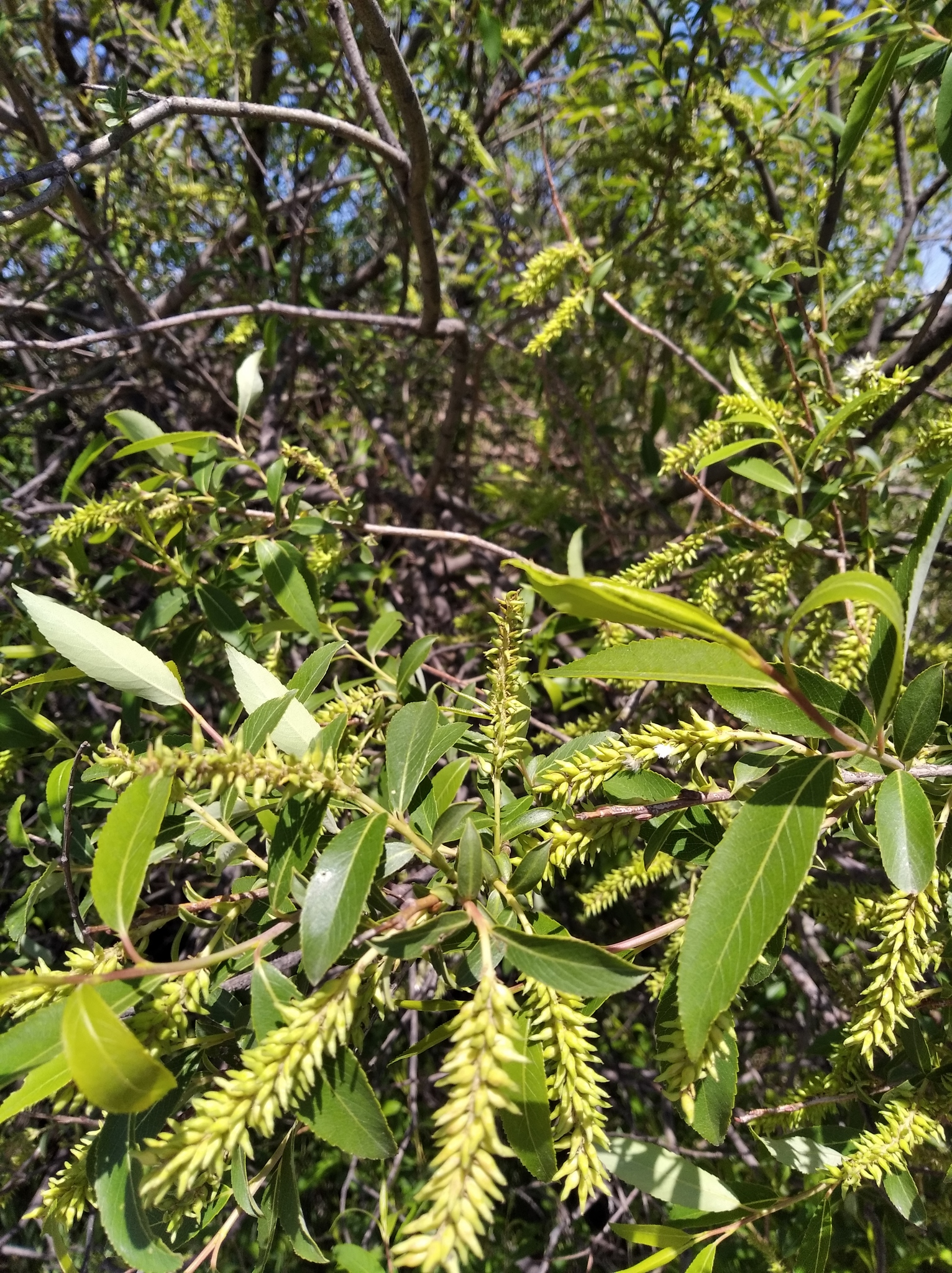